# Hanaford
|  | No s'ha de confondre amb Hannaford. |

Hanaford, també anomenada Logan, és una vila del comtat de Franklin (Illinois) Segons el cens del 2000 tenia 55 habitants.

## Demografia
Segons el cens del 2000, Hanaford tenia 55 habitants, 22 habitatges, i 13 famílies. La densitat de població era de 20,8 habitants/km².
Dels 22 habitatges en un 27,3% hi vivien nens de menys de 18 anys, en un 50% hi vivien parelles casades, en un 4,5% dones solteres, i en un 40,9% no eren unitats familiars. En el 40,9% dels habitatges hi vivien persones soles el 13,6% de les quals corresponia a persones de 65 anys o més que vivien soles. El nombre mitjà de persones vivint en cada habitatge era de 2,5 i el nombre mitjà de persones que vivien en cada família era de 3,54.
Per edats la població es repartia de la següent manera: un 32,7% tenia menys de 18 anys, un 9,1% entre 18 i 24, un 23,6% entre 25 i 44, un 25,5% de 45 a 60 i un 9,1% 65 anys o més.
L'edat mediana era de 34 anys. Per cada 100 dones de 18 o més anys hi havia 117,6 homes.
La renda mediana per habitatge era de 46.250 $ i la renda mediana per família de 0 $. Els homes tenien una renda mediana de 0 $ mentre que les dones 0 $. La renda per capita de la població era de 46.500 $. Cap de les famílies estaven per davall del llindar de pobresa.

## Poblacions properes
El següent diagrama mostra les poblacions més properes.